# Марчук Людмила Миколаївна
Людми́ла Микола́ївна Марчу́к (нар. 14 жовтня 1960 року, Дунаївці) — мовознавець, доктор філологічних наук (2008), професор (2010). 

## Біографічні дані
Народилася 14 жовтня 1960 року в Дунаївцях. 
У 1981 році закінчила Кам'янець-Поділський педагогічний інститут, де й працює з 1988 року: з 2008 — завідувач кафедри української мови.
З 2007 по 2023 — професор, завідувач кафедри української мови З 2023 — професор кафедри української мови, керівник Центру мовознавчих студій.
З 2007 року керує Центром мовознавчих студій Інституту української мови Національної академії наук України, який діє при Кам'янець-Подільському національному університеті ім. І. Огієнка з 2000 року, та науковою школою «Актуальні проблеми українського мовознавства та лінгводидактики». 

## Наукова робота
Наукові дослідження: категоріальна граматика, когнітивна лінгвістика, лінгвокультурологія. 
Співукладачка «Російсько-українського і українсько-російського лінгвістичного словника» (К., 1995), «Словника термінології сучасної журналістики» (Кам'янець-Подільський, 2010), «Словника градаційної лексики сучасної української літературної мови» (2009), «Словника актуальної фахової термінології» (2010).
Авторка та співавторка 8 одноосібних та колективних монографій, 13 навчальних посібників, 4 словників, понад 200 статей, зокрема й у зарубіжних виданнях. Під її керівництвом 6 здобувачів  захистили кандидатські дисертації.

### Основні праці
За ЕСУ:
- Питання теорії багатокомпонентного складного речення. — Х., 1993 (співавтор);
- Вступ до мовознавства: навч. посіб. — Кам'янець-Подільський, 2007;
- Основи термінознавства: навч. посіб. — Кам'янець-Подільський, 2011 (співавтор);
- Явление избыточности и экономии в многокомпонентном сложном предложении. — Х., 2012 (співавтор);
- Синтаксис складного речення: навч. посіб. — Кам'янець-Подільський, 2013 (співавтор);
- Українська мова у засобах масової комунікації: підруч. — К., 2015 (співавтор)[1].

## Нагороди
- Грамота МОН України (2009);
- Почесні грамоти Хмельницької обласної ради, університету (2017);
- Нагрудний знак «Відмінник освіти України» (2017);
- Почесна грамота Кабінету Міністрів України (2018);
- Почесна грамота Хмельницької обласної державної адміністрації, департаменту освіти, науки, молоді та спорту (2022);
- Подяка МОН як екзаменатору Національної комісії зі стандартів державної мови (2023);
- Почесна грамота Кам'янець-Подільської міської ради управління освіти і науки (2023)[2].

## Джерело
- С. А. Копилов. Марчук Людмила Миколаївна // Енциклопедія сучасної України / ред. кол.: І. М. Дзюба [та ін.] ; НАН України, НТШ. — К. : Інститут енциклопедичних досліджень НАН України, 2018. — Т. 19 : Малиш — Медицина. — 687 с. — ISBN 978-966-02-8345-9.
- Марчук Людмила Миколаївна // Науковці України: 30 років досягнень, успіхів і визнання / За заг. ред. Ю. А. Шеремети, В. М. Зубань, Н. М. Омельченко. — Київ : Альфа-Віта Груп, 2021. — С. 96—97. — ISBN 978-617-95033-5-1.